# Mihai Roman (calciatore 1984)
Mihai Roman (Suceava, 16 novembre 1984) è un ex calciatore rumeno, di ruolo centrocampista.